# Aziza Brahim
Aziza Brahim (9 de junio de 1976, Provincia de Tinduf) es una cantante y actriz saharaui. 

## Biografía
Nacida en 1976 en los campos de refugiados saharauis, en la región de Tindouf, en Argelia, donde su madre se había establecido a finales de 1975, huyendo de la ocupación marroquí del Sahara Occidental. Su padre se quedó en El Aaiún, donde murió más tarde y que debido a la guerra del Sahara Occidental, Aziza nunca lo conoció.
Al crecer en las condiciones severas de estos campamentos en el desierto, Aziza descubrió la música era a la vez una fuente de entretenimiento y una forma natural de expresar y comunicar sus emociones y pensamientos personales de resistencia.
A la edad de 11 años, recibió becas para estudiar en Cuba, al igual que muchos estudiantes saharauis en el momento. Ella quería estudiar música, pero fue rechazada. Ella dejó la escuela y regresó a los campos de refugiados en 1995, persiguiendo su carrera musical. Desde 2000 ha vivido en España, por primera vez en León y después en Barcelona.
Ella está casada y tiene una hija.

## Carrera
En 1995, ganó el "1er Concurso Nacional de la Canción", en el Festival Nacional de Cultura de la República Árabe Saharaui Democrática. Posteriormente se unió a la "música saharaui Grupo Nacional", recorriendo Mauritania y Argelia.
En 1998 contribuyó con dos canciones en el álbum VVAA "A Pesar de las Heridas". Ese año realizó una gira por Europa, y el grupo saharaui Leyoad, visitando España, Francia y Alemania. En 1999 regresó a los campos de refugiados, la grabación de una sesión para la Radio Nacional Saharaui con Touareg músicos de Tamanrasset, Argelia.
Entre 2001 y 2003, realizó una gira de nuevo en España, Francia y Alemania, con Leyoad. En 2005, colaboró con la banda española de jazz latino Yayabo. En 2007 se creó el grupo Gulili Mankoo, compuesta por músicos de Sahara Occidental, España, Colombia o Senegal, la mezcla de música tradicional africana con el blues y el rock, grabando con ellos en 2008 su primer trabajo en solitario, el EP Mi Canto.
En 2009 colabora en una canción del VVAA rap EP Interrapcion - Crisol 09, y una canción de su EP apareció en el álbum recopilatorio Escucha la prohibidas. Desde 2009, Aziza Brahim ha estado de gira con regularidad España y Francia con el grupo vasco Txalaparta Oreka Tx, en la gira Nömadak Tx en directo.
En 2011, ella se involucra en la película española Wilaya, composición, producción e interpretación de la banda sonora original, además de actuar por primera vez en una película.
En febrero de 2012, Reaktion lanzado por primera vez de Brahim LP, titulado Mabruk en honor a su abuela, para junio. En abril, la revista Efe Eme informó que Brahim tomaría parte en la edición de 2012 del Festival de Cáceres WOMAD. En 2014 Aziza Brahim lanzó su tercer álbum Soutak (Glitterbeat, 2014), un disco acústico con músicos tanto de Barcelona y escenas de la música de Mali y que incorporan influencias anglo-europea de Mali, españoles, cubanos y contemporáneos, además de sonido saharaui tradicional de Brahim. Soutak encabezó la World Music Charts Europa (WMCE) tres veces (marzo, abril y mayo de 2014).

## Discografía

### Álbumes de estudio
- 2008 Mi Canto EP

- 2011 Wilaya

- 2012 Mabruk

- 2014 Soutak

- 2016 Abbar el Hamada

- 2019 Sahari

- 2024 Mawja

### Colaboraciones
- 1998 A Pesar De Las Heridas - Cantos de las Mujeres Saharauis

- 2003 Nar

- 2009 Interrapcion - 09 Crisol
- 2010 Escucha la Banned

## Premios y nominaciones
En 2009, fue finalista para el Premio Libertad para Crear, que otorga el poder del arte para luchar contra la opresión, a romper los estereotipos y fomentar la confianza en las sociedades.
A finales de abril de 2012, ganó en el Festival de Cine de Málaga la Biznaga de plata a la Mejor Banda sonora original por su música de la película Wilaya. (Anexo:Palmarés del Festival de Málaga de Cine Español)
Algunas de las letras de sus canciones son poemas que había oído de su abuela El-Jadra Mint Mabruk, conocida como "la poeta del rifle" en los campos de refugiados saharauis.